# 徳力基彦
徳力 基彦（とくりき もとひこ、1972年11月16日 - ）は、日本の実業家、ブロガー。アジャイルメディア・ネットワーク株式会社共同創業者。同社代表取締役社長を経て、noteプロデューサー。

## 人物・来歴
山口県山口市出身。山口県立山口高等学校を経て、名古屋大学法学部卒業後、1995年日本電信電話入社。2001年PwCコンサルティング入社。2002年アリエル・ネットワーク入社。2007年のアジャイルメディア・ネットワーク設立時からブロガーとして参画し、同年取締役に就任。2009年アジャイルメディア・ネットワーク代表取締役社長。2014年アジャイルメディア・ネットワーク取締役。2019年noteプロデューサー。

## 著書
- 『図解P2Pビジネス : インターネットの真価を引き出すP2P技術とそのビジネスモデル』翔泳社 2005年
- 『アルファブロガー 11人の人気ブロガーが語る成功するウェブログの秘訣とインターネットのこれから』（渡辺聡, 佐藤匡彦, 上原仁と共著）翔泳社 2005年
- 『デジタル・ワークスタイル : 小さなことから革命を起こす仕事術』二見書房 2007年
- 『顧客視点の企業戦略 : アンバサダープログラム的思考』（藤崎実と共著）宣伝会議 2017年
- 『「普通」の人のためのSNSの教科書 : 自分の名前で仕事がひろがる』朝日新聞出版 2020年